# Джоанна Расс
Джоанна Расс (англ. Joanna Russ; 22 лютого 1937, Нью-Йорк, США — 29 квітня 2011, Тусон, США) — американська письменниця-фантастка, педагог, радикальна феміністка та відкрита лесбійка. Лауреатка багатьох літературних нагород, як-от премія «Неб'юла» (1972; 1983), премія О. Генрі (1977) та премія «Г'юго» (1983).

## Життєпис
Народилася 22 лютого 1937 року в Бронксі, Нью-Йорк, США. Виявивши зацікавлення до науки, ввійшла до десятки найкращих студентів конкурсу «Пошуки найкращого таланту Вестінгауз». Здобула ступінь бакалавра з англійської мови в Корнелльському університеті, а ступінь же магістра отримала в Єльському університеті. Протягом тридцяти років викладала англійську в вищих навчальних закладах США. Ба більше, поєднувала кар'єру викладачки та письменниці. У 1966—1979 роках також працювала оглядачкою книг та есеїсткою. Померла 27 квітня 2011 року.

## Письменницька кар'єра
Дебютувала 1959 року, опублікувавши оповідання «І не в силі звичка» (Nor Custom Stale). Загалом видала чотири збірки оповідань — «Пригоди Алікс» (1976), «Занзібарська кішка» (1983), «Екстра(ординарні) люди» (1985) та «Таємний бік місяця» (1987). Одною із найвідоміших оповідей письменниці є розповідь під назвою «Коли все змінилося» (1972), яка розповідає про планету Вайлевей, де усі чоловіки померли від чуми, а жінки створили утопічне суспільство.
Перший же роман письменниці — «Пікнік у раю» — вийшов 1968 року та розповідає про пригоди Елікс, яка подорожує у часі та виконує ті завдання, що в науково-фантастичній літературі притаманні для персонажів-чоловіків. У романі «Й хаос помер» (1970) космонавт потрапляє на планету, де місцеві жителі розвинули різні екстрасенсорні здібності, серед яких, зокрема, й телепатія. Для того, щоб вижити, космонавту доводиться адаптуватися та реструктурувати свій розум, а повернувшись на Землю, його вже приголомшує стан речей, що вважається нормою. Одним із найвідоміших творів письменниці є роман «Жінкоподібний чоловік» (1975), який розповідає про чотирьох героїнь — Джоанна, Джаннін, Джанет та Джаель, які виглядають однаково та мають один і той самий генотип, але не ту саму генеалогію та історію. Джоанна живе у теперішньому (США 1960-х), Джаннін — у Нью-Йорку під час Великої депресії, Джанет — гостя з майбутнього (жителька утопічної планети Вайлевей), а Джаель — партизанка з дистопічного світу Вуменленд.
Також писала й критичні праці, серед яких: «Як приховати письменництво жінок» (1984), «Чарівні мами, тремтячі сестри, пуритани та збоченці» (1985), «Писати як жінка: Есеї з фемінізму та наукової фантастики» (1995) та «За що ми боремося? Стать, раса, суспільний клас та майбутнє фемінізму» (1998).